# Cornelius Fuscus
Cornelius Fuscus est un haut chevalier romain, soutien de Galba puis de Vespasien pendant l'année des quatre empereurs et préfet du prétoire au début du règne de Domitien. Il est commandant d'une armée dans la campagne dace de 86 pendant laquelle il subit une lourde défaite, y perdant la vie.

## Biographie

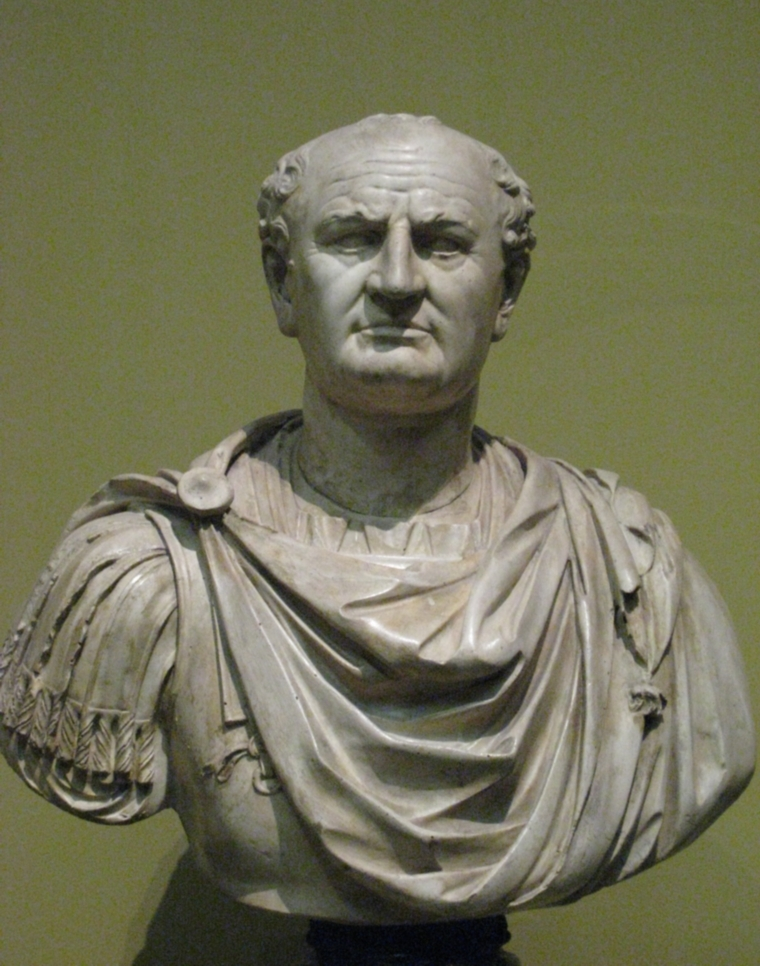
Buste de l'empereur Vespasien (69 - 79).

### Année des quatre empereurs
On ne sait presque rien de lui jusqu'à son apparition lors de la guerre civile de 69.
Tacite nous apprend qu'il est né dans une famille aristocratique mais qu'il renonce à une carrière sénatoriale pour une vie plus calme en tant que chevalier,.
En juin 68, Cornelius Fuscus est l'un des premiers à déclarer son soutien pour le nouvel empereur Galba après son usurpation et le suicide de Néron. Selon Tacite, son soutien est important car il est à la tête d'une colonie dans une province occidentale,. L'empereur le nomme alors procurateur de Dalmatie. En janvier 69, Galba est assassiné et Othon le remplace, lui-même étant tué au combat en avril par les armées de Vitellius. À peine élu empereur, ce dernier doit faire face à la révolte des légions de Judée qui proclament Vespasien empereur.
Peu de temps après, les provinces de Pannonie et de Dalmatie font défection du côté des Flaviens, à l'instigation de Marcus Antonius Primus et de Cornelius Fuscus, qui devient un partisan acharné de Vespasien,. Fuscus et Primus conduisent les légions du Danube dans l'invasion de l'Italie. La flotte de Ravenne fait défection et se range du côté de Vespasien, élisant Cornelius Fuscus à sa tête (praefactus classis Ravennatis). Il participe probablement à la bataille de Bedriacum, où Vitellius est battu mais parvient à rentrer à Rome. Cornelius Fuscus est à la tête d'une légion lors de la marche sur Rome. Quand le peuple l'apprend, il met fin au règne de Vitellius, lapidé par la foule romaine et dont le corps est jeté dans le Tibre. En décembre 69, Vespasien est couronné empereur par le Sénat.
On ne sait plus rien de lui ensuite sous les règnes de Vespasien et de Titus.

### Préfecture du prétoire
Sous Domitien, on le sait préfet du prétoire au début des campagnes en Dacie de Domitien. Il occupe probablement ce poste depuis le début du règne de l’empereur. Dans ce cas, il a pour collègue à la préfecture Lucius Iulius Ursus (vers 81 à 83), Lucius Laberius Maximus (vers 83-84) puis peut-être Casperius Aelianus (s'il est préfet dès 84 et non qu'en 92).
Il est à noter que ce soit Iulius Ursus, Laberius Maximus, Mettius Rufus, Norbanus (non certain) ou Petronius Secundus, qui sont préfets du prétoire sous Domitien, ils ont été auparavant préfet d'Égypte. Cela ne semble pas être le cas de Casperius Aelianus, ni a priori de Cornelius Fuscus, bien que l'on ne peut avoir de certitudes en l'absence de sources sur sa carrière avant la préfecture du prétoire.

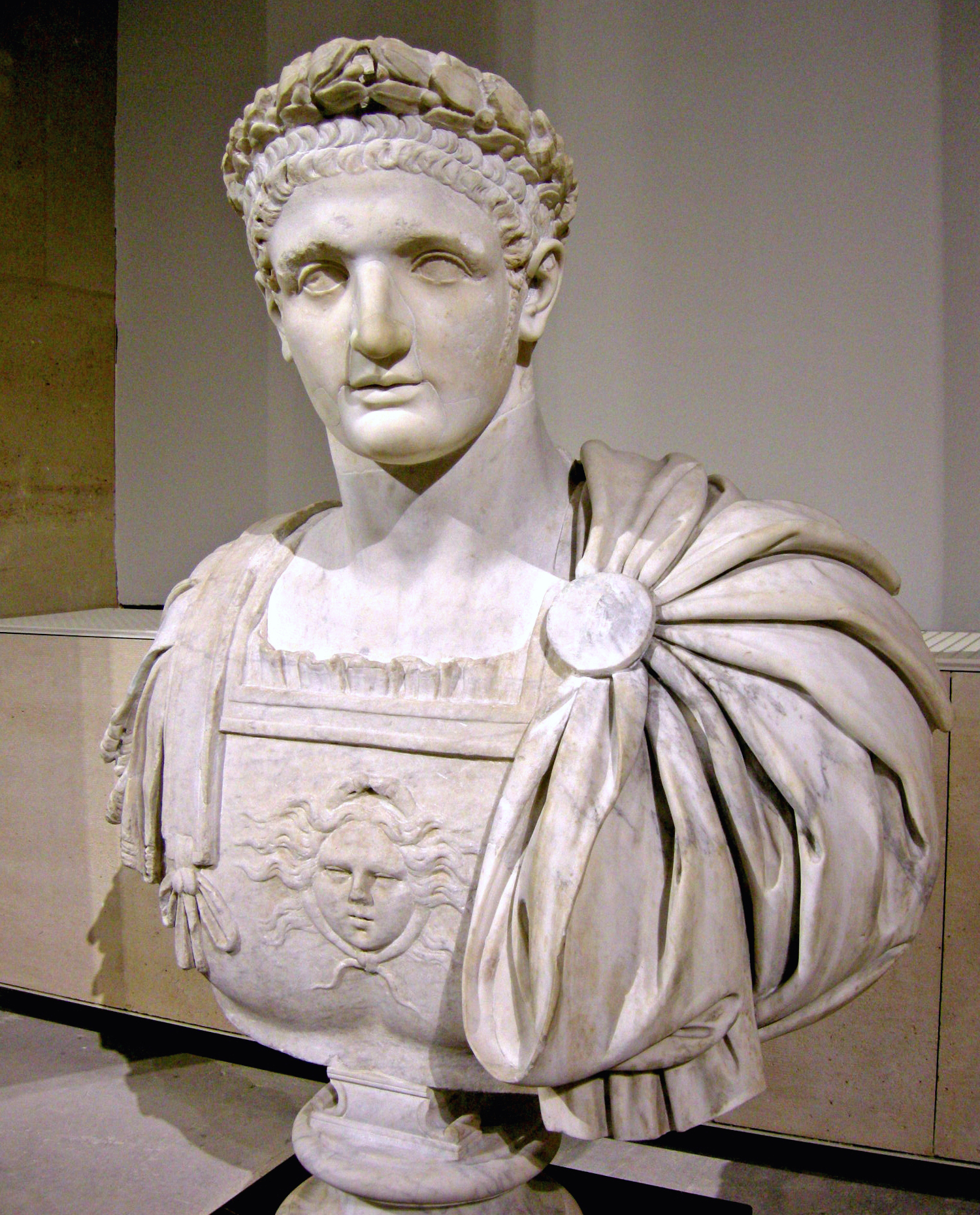
Buste de l’empereur Domitien (81 - 96).

Il participe à la guerre dacique de Domitien commencée en 85. Le casus belli est une invasion en force, de la part des Daces de l'aire des Carpates, de la province romaine de la Mésie. Le gouverneur Caius Oppius Sabinus réagit mais est tué au combat probablement près de Adamclisi,. De nombreuses fortifications et garnisons du limes sont anéanties, seuls les campements légionnaires de Oescus et Novae réussissent à se défendre avec succès. La riposte romaine ne se fait pas attendre. L'empereur Domitien, réunit une armée avec les vexillations provenant de diverses provinces et marche immédiatement vers le champ des opérations avec la garde prétorienne menée par Cornelius Fuscus. L'année suivante, en 86, Domitien, ayant pu rétablir l’ordre dans la province de Mésie, décide de venger l’honneur romain, organisant au début de l’été de cette année, une expédition punitive au-delà du Danube, promouvant comme commandant en chef de l’expédition en territoire dace le préfet Cornelius Fuscus.
L'avancée de l’armée du préfet est arrêtée au cœur du royaume de Décébale, peut-être près de Tapae, où elle subit une cuisante défaite,. Cornelius Fuscus y perd la vie. Dans le butin des Daces se trouve un étendard militaire, une aigle légionnaire ou plus probablement une enseigne des prétoriens, récupérée en 101 ou 102 lors de la première campagne dacique de Trajan.